# Garant-o-Matic
Garant-o-Matic is een Nederlands postorderbedrijf opgericht in 1978. Het bedrijf opereert of heeft geopereerd onder de namen Sunsucces BV, Kensington Art Collections BV, Princessa BV en Heleesun
Oorspronkelijk was Garant-o-Matic gevestigd te Baarle-Nassau. Later verhuisde het bedrijf naar het industrieterrein van Rijen. In 1998 verhuisde Garant-o-Matic naar een groter pand in Gilze.

## Rechter
Begin jaren negentig werd Garant-o-Matic met succes door de Consumentenbond voor de rechter gedaagd wegens in de ogen van de Bond ontoelaatbare reclame voor een "slankheidsgordel". Het hof in 's-Hertogenbosch oordeelde dat "het in de advertentie gestelde resultaat door Garant-o-Matic niet [...] maar enigszins aannemelijk is gemaakt".

## Prijzen
Garant-o-Matic organiseert prijzenfestivals waarbij entertainer Hans Kazàn de prijzen uitdeelt. In 2008 werd het bedrijf door de Consumentenautoriteit berispt, omdat het bedrijf bij velen ten onrechte de indruk wekte dat zij een grote geldprijs hadden gewonnen in zo'n festival terwijl dat niet zo was. Het bedrijf deed de toezegging zich voortaan aan de regels te zullen houden. Bij een vervolgonderzoek werd door de Consumentenautoriteit opnieuw geconstateerd dat het bedrijf dit soort misleidende reclame maakte, en daarom legde zij in 2010 een boete van € 120.000 op.

## Waarborg
In 2009 behoorde Garant-o-Matic bij de eerste elf bedrijven die Certificaat Thuiswinkel Waarborg behaalden. Zij beloven daarin de volgende zekerheden aan consumenten: weten met wie je zaken doet; algemene voorwaarden overeengekomen met de Consumentenbond; veiligheid en privacy; extra bedenktijd: 14 dagen; veilig betalen en onafhankelijke klachtenbemiddeling.

## Faillissement
Op 30 december 2014 werd het faillissement van Garant-O-Matic BV uitgesproken.